# Colysis loxogrammoides
Colysis loxogrammoides là một loài dương xỉ trong họ Polypodiaceae. Loài này được M.G. Price mô tả khoa học đầu tiên năm 1987.
Danh pháp khoa học của loài này chưa được làm sáng tỏ. 